# Rodrigo Gomes
Rodrigo Martins Gomes (sinh ngày 7 tháng 7 năm 2003) là một cầu thủ bóng đá chuyên nghiệp hiện đang thi đấu cho câu lạc bộ Wolverhampton Wanderers.

## Thống kê
Tính đến 10 tháng 12 năm 2023
| Câu lạc bộ     | Mùa giải  | Giải đấu      | Giải đấu   | Giải đấu  | Cúp Quốc gia | Cúp Quốc gia | Cúp Liên đoàn | Cúp Liên đoàn | Châu lục   | Châu lục  | Tổng cộng  | Tổng cộng |
| Câu lạc bộ     | Mùa giải  | Hạng đấu      | Lần ra sân | Bàn thắng | Lần ra sân   | Bàn thắng    | Lần ra sân    | GoBàn thắngls | Lần ra sân | Bàn thắng | Lần ra sân | Bàn thắng |
| -------------- | --------- | ------------- | ---------- | --------- | ------------ | ------------ | ------------- | ------------- | ---------- | --------- | ---------- | --------- |
| Braga          | 2020–21   | Primeira Liga | 4          | 0         | 1            | 0            | 1             | 0             | 0          | 0         | 6          | 0         |
| Braga          | 2021–22   | Primeira Liga | 12         | 0         | 0            | 0            | 0             | 0             | 6          | 0         | 18         | 0         |
| Braga          | 2022–23   | Primeira Liga | 15         | 1         | 3            | 1            | 3             | 0             | 6          | 0         | 27         | 2         |
| Braga          | Tổng cộng | Tổng cộng     | 31         | 1         | 4            | 1            | 4             | 0             | 12         | 0         | 51         | 2         |
| Braga B        | 2021–22   | Liga 3        | 15         | 5         | —            | —            | —             | —             | —          | —         | 15         | 5         |
| Estoril (mượn) | 2023–24   | Primeira Liga | 30         | 7         | 2            | 2            | 2             | 0             | —          | —         | 16         | 6         |
| Tổng cộng      | Tổng cộng | Tổng cộng     | 58         | 10        | 6            | 3            | 6             | 0             | 12         | 0         | 82         | 13        |

1. ↑  Số lần ra sân ở UEFA Europa League
2. ↑  5 lần ra sân ở UEFA Europa League, 1 lần ra sân ở UEFA Europa Conference League